# L'auberge du bon repos
L’auberge du bon répos è un film francese del 1903, diretto da Georges Méliès.

## Trama
Un ubriaco prende alloggio in una camera d’albergo, ma gli oggetti che si muovono e strani figuri che appaiono rendono movimentata, e presumibilmente rumorosa, la nottata. Il personale e i clienti dell’albergo intervengono ma vengono coinvolti nella fantasmagoria di apparizioni e sparizioni.